# Laura Casabuena García
Laura Casabuena García   (Alcoi, 26 de desembre de 2005) és una esportista valenciana que competeix en gimnàstica artística.
Va guanyar una medalla de bronze en els Jocs Mediterranis de 2022, en la prova per equip, i va obtenir el tercer lloc en la Copa del Món disputada al Caire el 2024, en la prova de terra. Es va classificar per a participar en els Jocs Olímpics de París 2024, després del tancament del rànquing olímpic per aparells.